# Janakpur
Janakpur ―también conocido como Janak Purdham―, es una ciudad religiosa e histórica de Nepal. Janakpur es la sede administrativa del distrito Dhanusa de la Zona de Janakpur (uno de los 14 estados de la República Federal Democrática de Nepal). Tiene una población de aproximadamente 97 776 habitantes.
La ciudad se encuentra a unos 123 km al sureste de Katmandú,
y a 20 km al norte de la frontera con la India.
Sus coordenadas geográficas son: 26°42′44″ N, 85°55′18″ E.
- जनकपुर en letra devanagari (para escribir el idioma nepalí).
- [dʒəŋɑkpʊr] en el alfabeto IPA.

Janakpur tiene una industria turística importante debido a su relevancia en la religión hinduista y alberga el único ferrocarril en funcionamiento en Nepal, el ferrocarril Janakpur Railway (de 53 km de longitud).

## Historia
La ciudad de Janakpur, históricamente llamada Mithilanchal, fue el centro de la antigua cultura maithil, que tuvo su propio idioma y escritura.
El texto religioso hinduista Shatápatha-bráhmana (700-500 a. C.) dice que el rey Māthava Videgha, dirigido por su sacerdote Gótama Rajugana, primero cruzó el río Sadānirā (que podría ser el río Gandaka) y fundó el reino de Videja, cuya capital era Mithila. Como Gótama Rajugana compuso varios himnos del Rig-veda (el texto más antiguo de la India, de mediados del II milenio a. C.), se cree que estos eventos podrían datar del período védico.
La referencia más importante acerca de Mithila/Yanakpur se encuentra en el texto épico hinduista Ramaiana, donde se dice que Sita (también llamada Yanakí, o ‘hija de Yanaka’), la esposa del rey-dios Rama era la princesa de Videja. Su padre, el rey Yanaka, la encontró cuando era una bebé en un surco de un campo (sita) y la adoptó como su hija propia. Como Rama y Sita son figuras importantes en el hinduismo, Yanakpur es un importante lugar de peregrinación para los hinduistas.
Tanto Buda (fundador del budismo) como Majavirá (fundador del yainismo), vivieron en Mithila/Yanakpur. La región fue un centro importante de la historia de la India durante el primer milenio.

## Geografía y clima

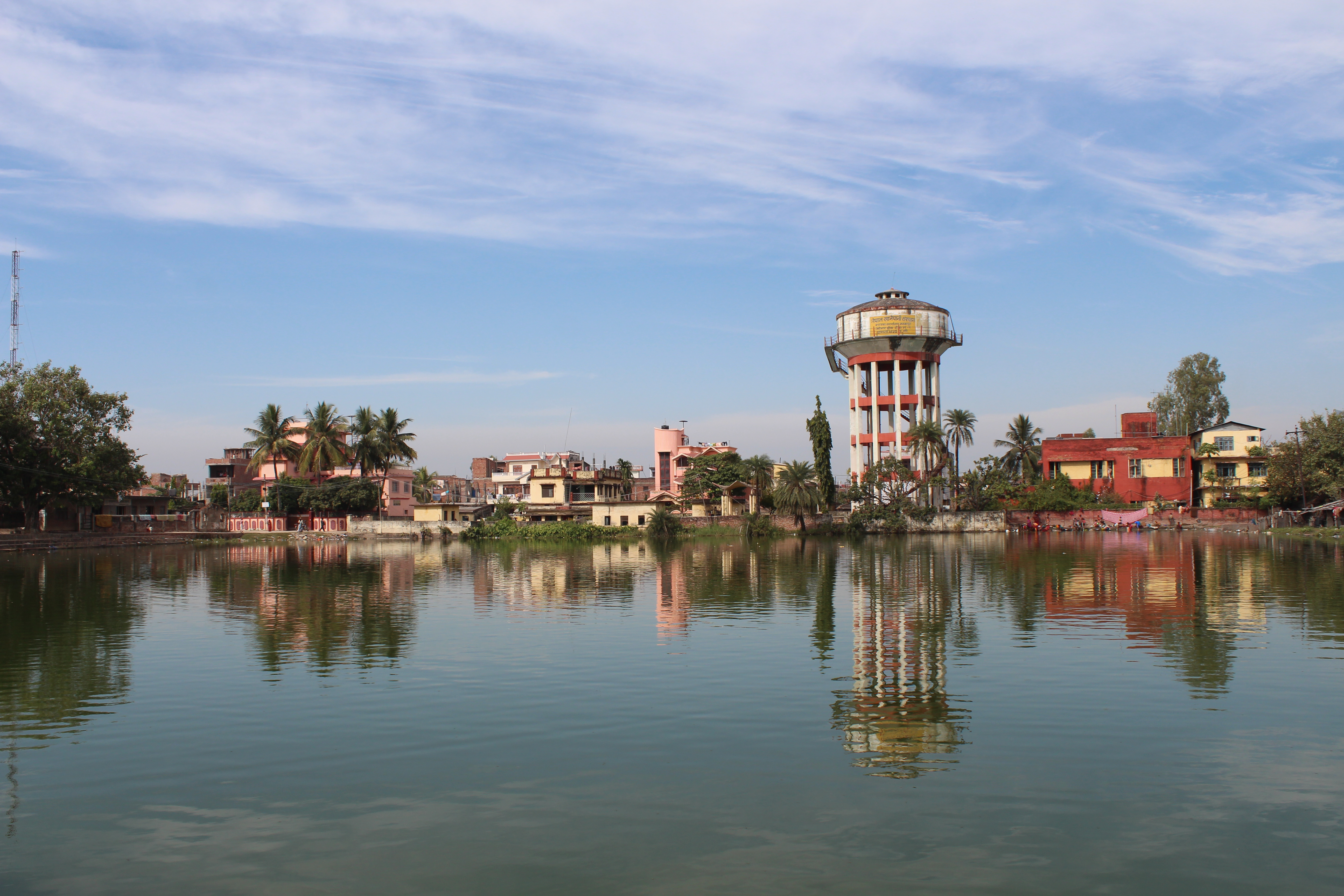
Tanque de agua potable a orillas del Argza pokhair (estanque), en Janakpur.

Janakpur se encuentra en la región de Terai, una zona aluvial boscosa y pantanosa en la base de la cordillera del Himalaya. Los principales ríos que rodean Janakpur son el Dudhmati, Jalad, Rato, Balán y Kamala. Janakpur es famosa por sus templos y por las numerosas lagunas que tienen una importancia religiosa significativa.
En Janakpur se pueden ver las seis estaciones:
- grisma ritu (verano: abril, mayo y junio)
- barsha ritu (lluvioso: julio y agosto)
- sharad ritu (otoño: septiembre y octubre)
- hemanta ritu (otoño-invierno: noviembre y diciembre)
- shishir ritu (invierno: diciembre y enero).
- basant ritu (primavera: febrero y marzo)

La mejor época para visitar Janakpur es de septiembre a marzo, ya que el clima es agradable y se celebran varios festivales.

## Economía
Janakpur es una de las ciudades de rápido desarrollo de Nepal y está en camino de cumplir los criterios para ser la tercera ciudad de Nepal. La ciudad cuenta con buenas instalaciones de atención de salud y muchos parques y plazas, así como buenas escuelas y universidades privadas y proveedores de servicios de Internet. La economía se basa principalmente en la agricultura y en las industrias locales.
Janakpur atrae a los migrantes de la región, que se mudan a la ciudad para recibir atención médica, educación y empleo. El mayor empleador es el Janakpur Cigarette Factory Limited y el ferrocarril de Janakpur. También hay dos polos industriales y una fábrica de tuberías.

## Transporte

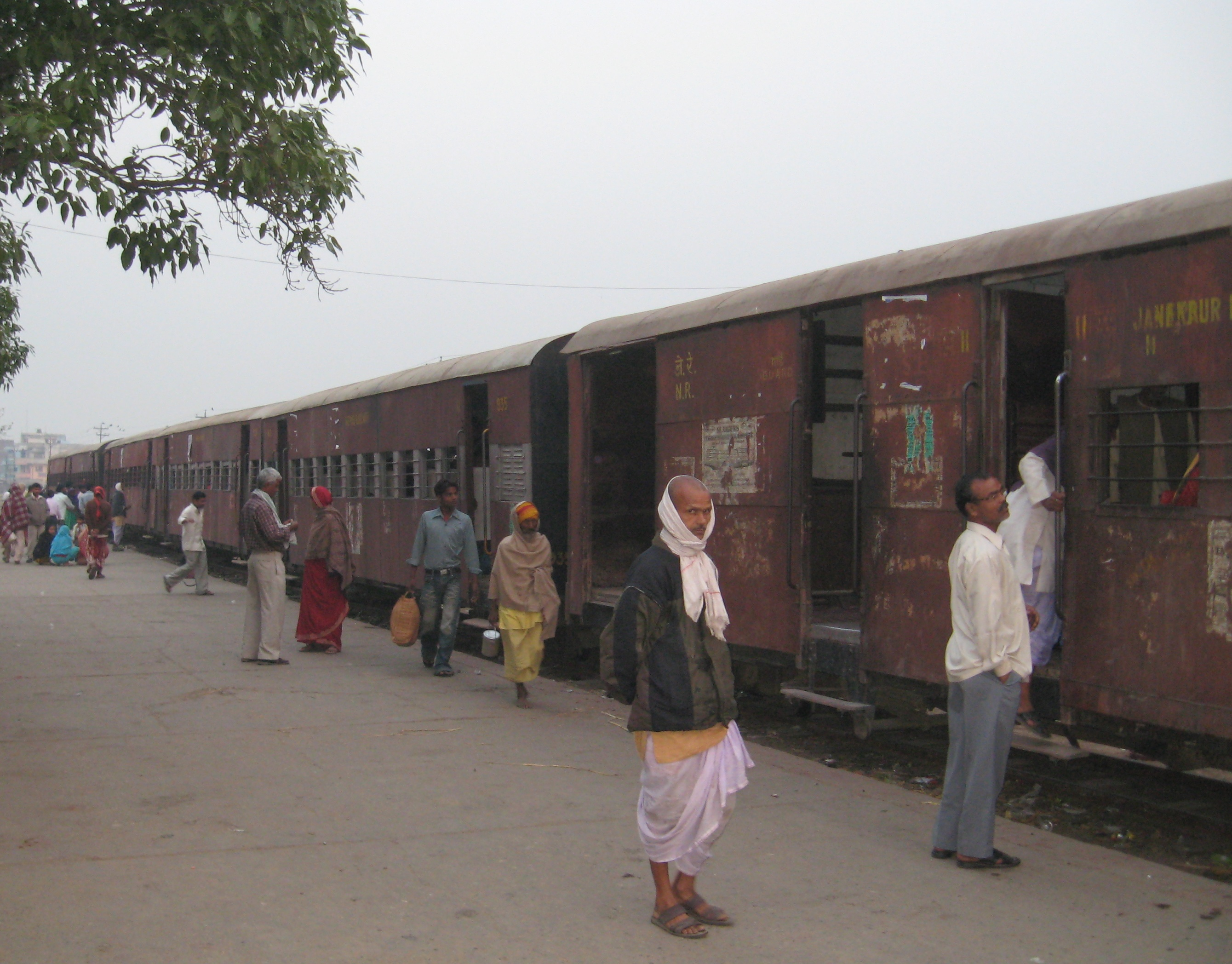
Un tren en la estación de ferrocarril de Janakpur.

Janakpur tiene un aeropuerto nacional (IATA: JKR; ICAO: VNJP) cuyos vuelos la conectan con Katmandú principalmente. El ferrocarril Janakpur, de vía estrecha, es el único ferrocarril en funcionamiento en todo Nepal. Conecta Janakpur con la ciudad india de Yainagar. El modo de transporte habitual de los ciudadanos es la bicicleta. Entre Janakpur y otras ciudades de Nepal operan frecuentes servicios de autobuses. Dentro de la ciudad, los viajeros pueden utilizar autobuses urbanos, taxis o rickshaws arrastrados a pie.

## Idioma
El idioma maithilí es ampliamente hablado en la zona como lengua materna. Se entiende bien el nepalí y el hindi. Otros idiomas similares como el bhoshpurí y el awadhi también se entienden pero relativamente se utilizan con menos frecuencia.

## Cultura

### Templos y festivales

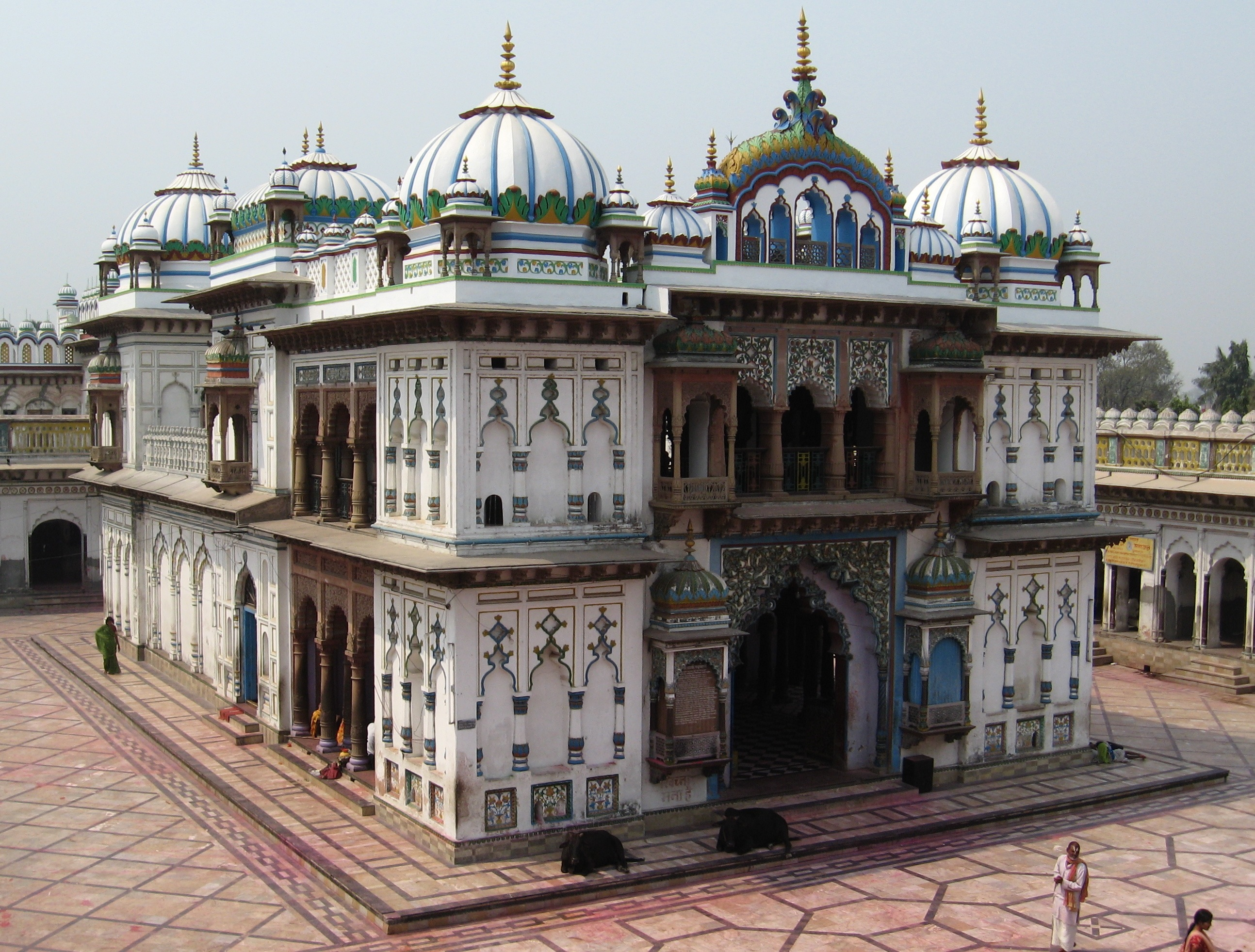
Templo Janki Mandir, en Yanakpur.

El centro de Yanakpur está dominada por el impresionante Yanaki Mandir, que se encuentra al norte y al oeste del bazar. Este templo, uno de los más grandes de Nepal, fue construido en 1898 (1955 en el calendario nepalí) por la reina Brisabhanu Kunwar de Tikamgarh.

También se le llama Nau Lakh Mandir (‘el templo de los 900 000) porque ese fue el costo de su construcción: nueve (nau) lakhs. El templo más antiguo de Yanakpur es el Ram Mandir, hecho construir por el militar gurkhali Amar Singh Thapa.
Los peregrinos también visitan los más de 200 estanques sagrados de la ciudad para realizar baños rituales. Los dos más importantes, Dhanush Sagar y Ganga Sagar, se encuentran cerca del centro de la ciudad. Los lugareños sostienen que en el templo Vivaja Mandapa, el dios Rama y su novia Sita se casaron. Está situado junto al Janki Mandir.
Las celebraciones religiosas más importantes son los principales festivales hinduistas como Dipawali y Viyaia-dasami, seguido por el espectacular Chhath (culto al Sol) seis días después de Dipawali. Ambos festivales se celebran con un ambiente carnavalesco. Los lugareños se enorgullecen de la manera en que se celebran estos festivales.
En el día de luna llena del mes de febrero/marzo, un día antes del festival de Joli, se celebra un parikrama (circunvalación, peregrinaje) de un día entero, de toda la ciudad. Muchas personas ofrecen reverencias postradas a lo largo de todo el recorrido de ocho kilómetros. Otros dos festivales en honor de Sita y Rama: Rama Navami (en marzo-abril), el cumpleaños del rey-dios Rama, atrae a miles de peregrinos.
El festival Vivaja Pañchami (‘cinco días de casamiento’) recrea la boda de Sita y Rama en el famoso templo Vivaj Mandap en el quinto día de la luna creciente de fines de noviembre o principios de diciembre ―después de Kártik Purnima (‘la luna llena del mes de Kártik’), cuando Rama rompió el arco del dios Shivá para conseguir la mano de Sita.
Los peregrinos se quedan en uno de los cinco grandes hoteles de la ciudad, o en pequeñas casas de huéspedes. También hay cinco dharmashalas (alojamientos baratos para peregrinos) completamente equipados.

### Arte

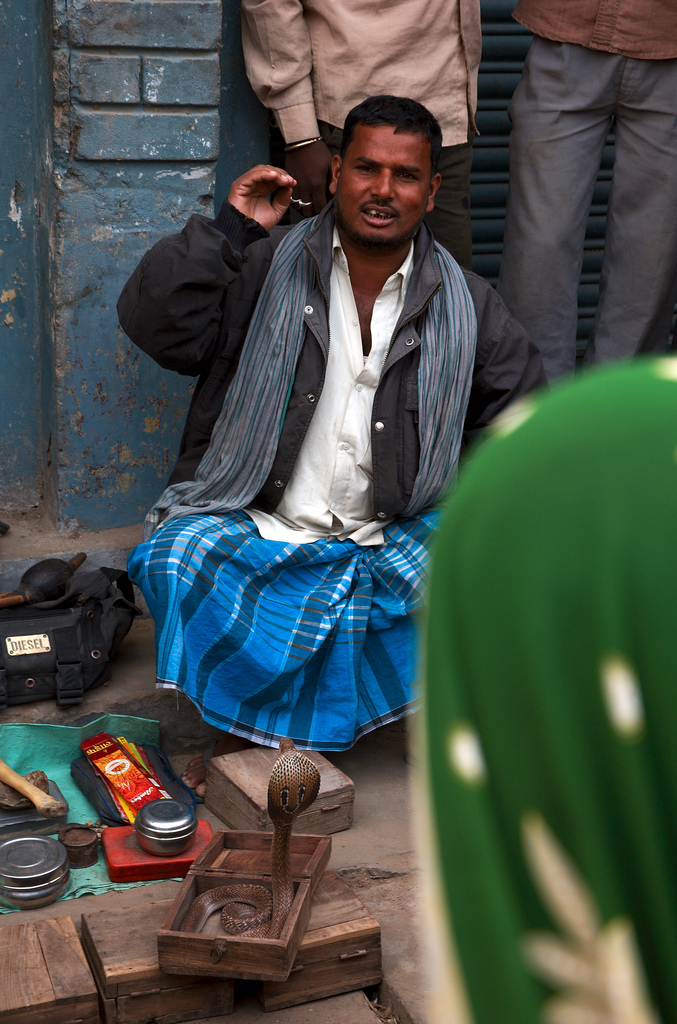
Un encantador de serpientes con una cobra reina en Yanakpur.

Las mujeres maithili son conocidas por su arte tradicional, especialmente sus pinturas en cerámica, paredes y patios. Estas pinturas mithila son famosos internacionalmente.

## Entretenimiento
Yanakpur cuenta con cinco salas de cine. Muestran películas nuevas y antiguas en maithili, bhoshpuri, nepalí e hindi. Las películas de Hollywood no son muy populares entre los lugareños. Aparte de esto, varios espectáculos, conciertos y obras de teatro en ocasiones organizadas por los clubes y organizaciones locales. Entre ellos se destaca Mithila Natyakala Parishad (MINAP), que es una organización sin fines de lucro, dedicada a promover la cultura de Mithila.

## Hoteles
Yanakpur cuenta con varios hoteles como el hotel Manaki, hotel Rama, Sita Palace, hotel Welcome. También hay varios albergues más baratos y dharmasala (alojamiento para religiosos) para los peregrinos.

## Educación
Yanakpur tiene buenas instalaciones educativas y de varias personalidades del país fueron educados aquí, incluyendo el primer presidente de la República Federal de Nepal, Ram Baran Yadav. Hay muchas escuelas y colegios privados y gubernamentales ubicadas en Yanakpurdham. La escuela pública más antigua para los estudios superiores es Ra.Ra. Bahumukhi Campus (Campus Multiple R. R.), que está afiliada a la Universidad de Tribhuwan. Ofrece cursos de pregrado y postgrado en diversas disciplinas. Yanakpur también se jacta de tener una facultad de medicina, Janaki Medical College, que también está afiliado a la Universidad de Tribhuwan.
La estación de radio es Mithila Sanchar Samuha (106.6 MHz).